# مردان مریخی و زنان ونوسی

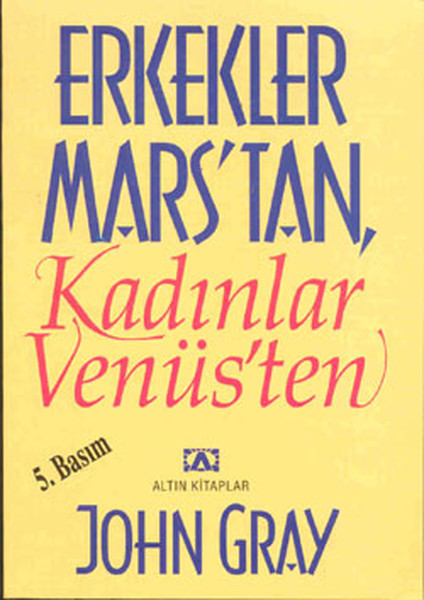
اولین ویرایش کتاب مردان مریخی زنان ونوسی

مردان مریخی و زنان ونوسی (به انگلیسی: Men Are from Mars, Women Are from Venus) کتابی نوشته جان گری است، که در مورد روابط زناشویی و شناخت جنس مخالف می‌باشد. در این کتاب نویسنده اعتقاد دارد که زنان و مردان به‌رغم وجود تفاوت‌ها، می‌توانند شیوه‌هایی را بیاموزند تا به رابطهٔ عاشقانه و صمیمی دست یابند. وی به همین منظور، در این کتاب، شیوه‌ها و راه‌کارهای جدیدی را برای کم کردن تنش‌ها در روابط زناشویی و به‌وجود آوردن عشق و علاقه، بیان می‌کند. از این کتاب تاکنون بیش از ۱۵ میلیون نسخه به فروش رفته است.